# Vízilabda az 1908. évi nyári olimpiai játékokon
Az 1908. évi nyári olimpiai játékokon a vízilabdatornát július 15. és 22. között rendezték négy csapat részvételével.

## Éremtáblázat
(A rendező ország csapata eltérő háttérszínnel, az egyes számoszlopok legmagasabb értéke, vagy értékei vastagítással kiemelve.)
| Az 1908. évi nyári olimpiai játékok éremtáblázata vízilabdában | Az 1908. évi nyári olimpiai játékok éremtáblázata vízilabdában | Az 1908. évi nyári olimpiai játékok éremtáblázata vízilabdában | Az 1908. évi nyári olimpiai játékok éremtáblázata vízilabdában | Az 1908. évi nyári olimpiai játékok éremtáblázata vízilabdában | Olimpia  |
| -------------------------------------------------------------- | -------------------------------------------------------------- | -------------------------------------------------------------- | -------------------------------------------------------------- | -------------------------------------------------------------- | -------- |
|                                                                | Ország                                                         | Arany                                                          | Ezüst                                                          | Bronz                                                          | Összesen |
| 1.                                                             | Nagy-Britannia (GBR)                                           | 1                                                              | 0                                                              | 0                                                              | 1        |
|                                                                |                                                                |                                                                |                                                                |                                                                |          |
| 2.                                                             | Belgium (BEL)                                                  | 0                                                              | 1                                                              | 0                                                              | 1        |
|                                                                |                                                                |                                                                |                                                                |                                                                |          |
| 3.                                                             | Svédország (SWE)                                               | 0                                                              | 0                                                              | 1                                                              | 1        |
|                                                                |                                                                |                                                                |                                                                |                                                                |          |
| Összesen                                                       | Összesen                                                       | 1                                                              | 1                                                              | 1                                                              | 3        |

## Érmesek
| Az 1908. évi nyári olimpiai játékok érmesei vízilabdában                                                          | Az 1908. évi nyári olimpiai játékok érmesei vízilabdában                                                  | Az 1908. évi nyári olimpiai játékok érmesei vízilabdában                                                    | Az 1908. évi nyári olimpiai játékok érmesei vízilabdában |
| --- | --- | --- | -------------------------------------------------------- |
| Arany | Ezüst | Bronz |                                                          |
| Nagy-Britannia (GBR)                                                                                              | Belgium (BEL)                                                                                             | Svédország (SWE)                                                                                            |                                                          |
| George Cornet Charles Forsyth George Nevinson Paul Radmilovic Charles Sydney Smith Thomas Thould George Wilkinson | Victor Boin Herman Donners Fernand Feyaerts Oscar Grégoire Herman Meyboom Albert Michant Joseph Pletinckx | Robert Andersson Erik Bergvall Pontus Hanson Harald Julin Torsten Kumfeldt Axel Runström Gunnar Wennerström |                                                          |

## Eredmények

### 1. forduló
| 1908. július 15. | Belgium (BEL) | 8 – 1 | Hollandia (NED) |  |
| 1908. július 15. |               |       |                 |  |
| 1908. július 15. |               |       |                 |  |

### Elődöntő
| 1908. július 20. | Belgium (BEL) | 8 – 4 | Svédország (SWE) |  |
| 1908. július 20. |               |       |                  |  |
| 1908. július 20. |               |       |                  |  |

### Döntő
| 1908. július 22. | Nagy-Britannia (GBR) | 9 – 2 | Belgium (BEL) |  |
| 1908. július 22. |                      |       |               |  |
| 1908. július 22. |                      |       |               |  |

## Végeredmény
| Helyezés | Csapat               |
| -------- | -------------------- |
| Arany    | Nagy-Britannia (GBR) |
| Ezüst    | Belgium (BEL)        |
| Bronz    | Svédország (SWE)     |
| 4.       | Hollandia (NED)      |

## Góllövőlista
| Helyezés | Név              | Nemzet             | Gólok |
| -------- | ---------------- | ------------------ | ----- |
| 1        | Fernand Feyaerts | Belgium            | 8     |
| 2        | Oscar Grégoire   | Belgium            | 4     |
| 2        | George Wilkinson | Egyesült Királyság | 4     |
| 4        | Charles Forsyth  | Egyesült Királyság | 3     |
| 4        | Pontus Hanson    | Svédország         | 3     |
| 4        | Joseph Pletinckx | Belgium            | 3     |
| 7        | Herman Meyboom   | Belgium            | 2     |
| 7        | Paul Radmilovic  | Egyesült Királyság | 2     |
| 9        | Robert Andersson | Svédország         | 1     |
| 9        | Herman Donners   | Belgium            | 1     |
| 9        | Karel Meijer     | Hollandia          | 1     |